# Nowa Zelandia na Zimowych Igrzyskach Olimpijskich 2010

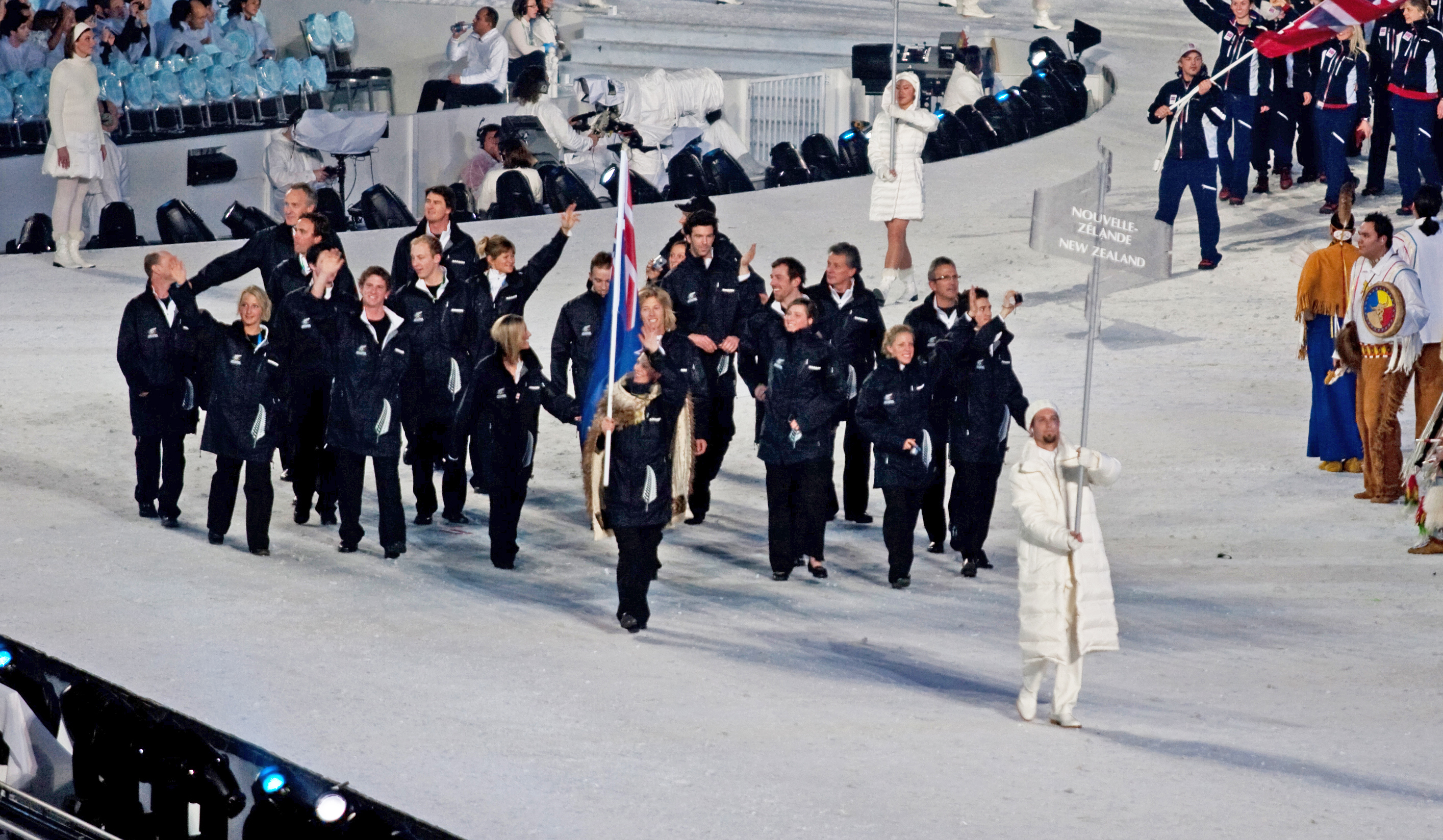
Reprezentacja Nowej Zelandii podczas ceremonii otwarcia Zimowych Igrzysk Olimpijskich 2010

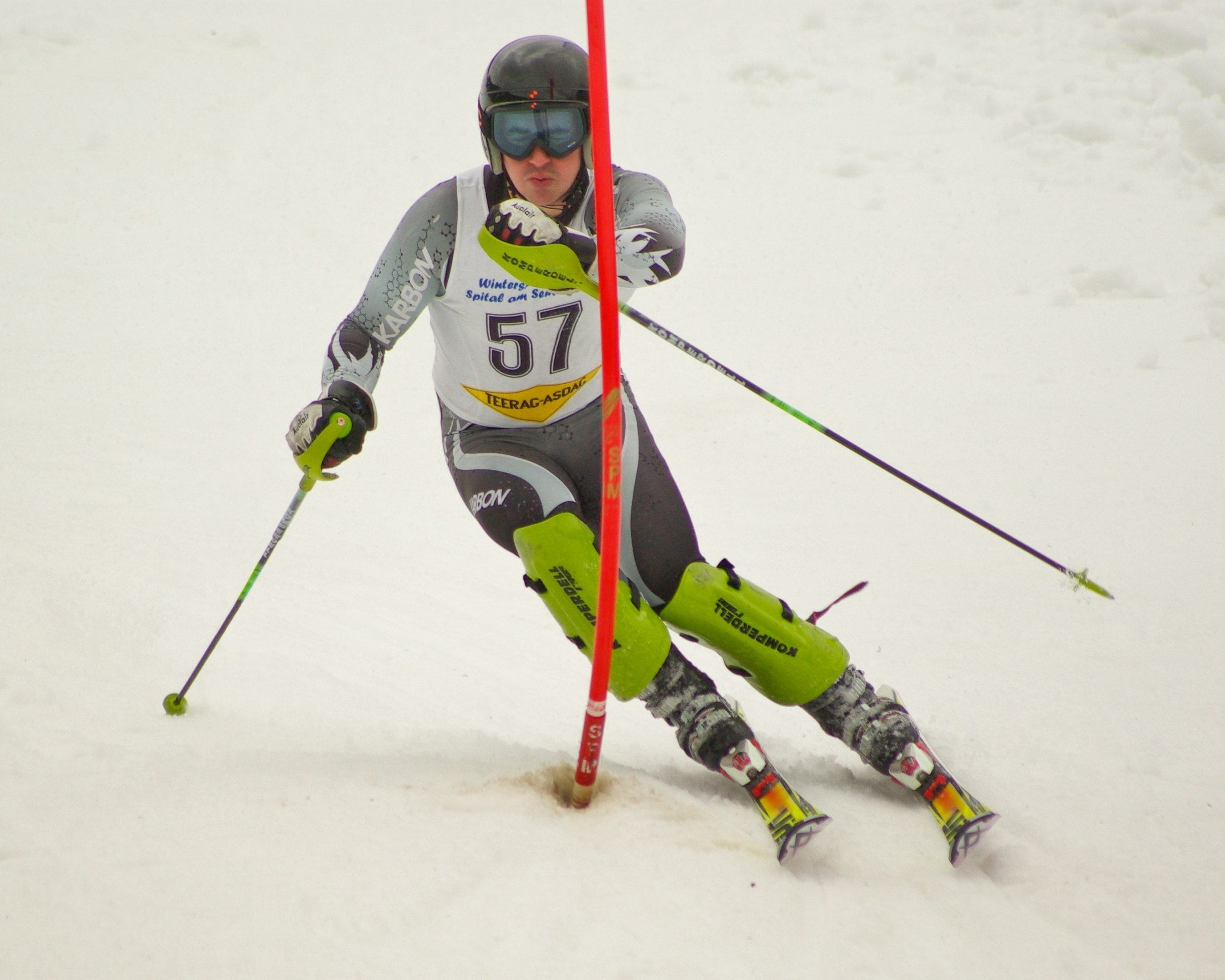
Timothy Cafe – nowozelandzki narciarz alpejski, reprezentant kraju na igrzyskach w Vancouver

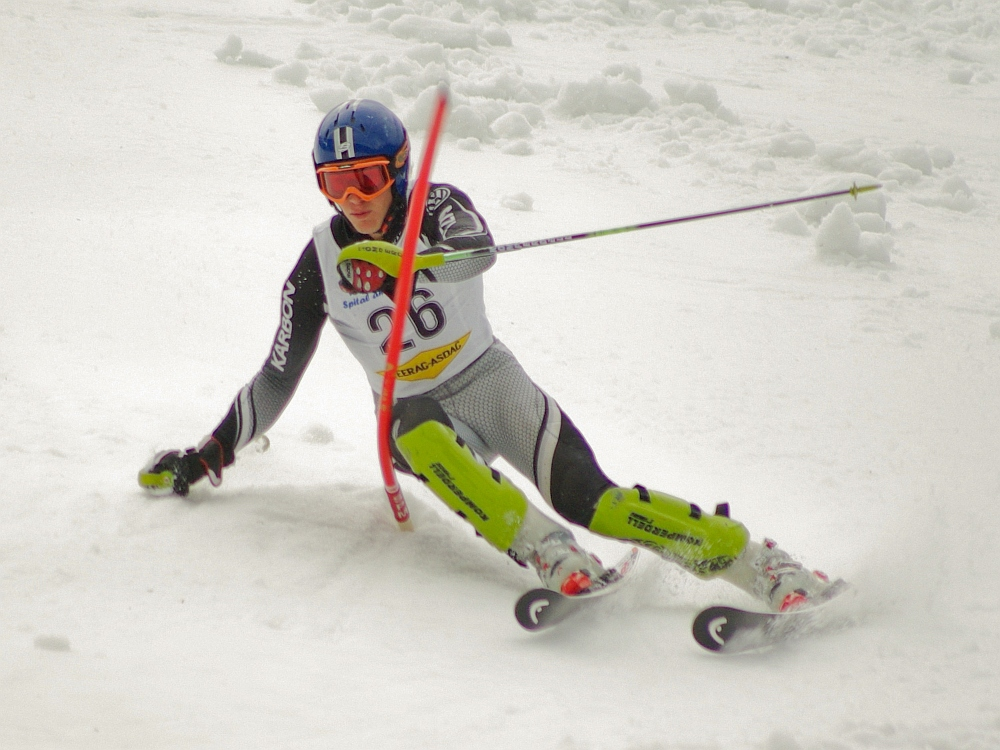
Benjamin Griffin – nowozelandzki narciarz alpejski, reprezentant kraju na igrzyskach w Vancouver

Nowa Zelandia na Zimowych Igrzyskach Olimpijskich 2010 – występ szesnastoosobowej kadry sportowców reprezentujących Nową Zelandię na igrzyskach w 2010 roku w Vancouver.
W reprezentacji znalazło się siedem kobiet i dziewięciu mężczyzn. Wzięli oni udział w ośmiu dyscyplinach – biathlonie, biegach narciarskich, łyżwiarstwie szybkim, narciarstwie alpejskim, narciarstwie dowolnym, short tracku, skeletonie i snowboardingu. Reprezentanci Nowej Zelandii nie zdobyli żadnego medalu. Najwyższą pozycję zajął Ben Sandford, który był jedenasty w skeletonowym ślizgu mężczyzn. Była to najliczniejsza reprezentacja Nowej Zelandii w historii jej dotychczasowych startów w zimowych igrzyskach olimpijskich. Po raz pierwszy wystartowali oni w ośmiu dyscyplinach sportowych w trakcie jednych igrzysk.
Najmłodszą zawodniczką w reprezentacji była snowboardzistka Rebecca Sinclair (18 lat i 161 dni), natomiast najstarszą sportsmenką była skeletonistka Tionette Stoddard (35 lat i 148 dni). Dla czworga nowozelandzkich sportowców występ w Vancouver był drugim olimpijskim startem w karierze. W Turynie wystąpili snowboardziści: Juliane Bray, Kendall Brown i Mitchell Brown oraz skeletonista Ben Sandford.
Rolę chorążego reprezentacji podczas ceremonii otwarcia igrzysk pełniła Juliane Bray, a podczas ceremonii zamknięcia funkcję tę pełnił Ben Sandford.
Był to czternasty start Nowej Zelandii na zimowych igrzyskach olimpijskich. Poza igrzyskami w 1956 i 1964 roku, kraj ten wystawił reprezentację na wszystkie zimowe igrzyska od 1952 roku.

## Tło startu

### Występy na poprzednich igrzyskach
Debiut reprezentacji Nowej Zelandii na zimowych igrzyskach olimpijskich miał miejsce w 1952 roku. Wówczas, podczas igrzysk w Oslo, Nową Zelandię reprezentowało troje alpejczyków. Nowozelandczycy nie wystąpili na igrzyskach w 1956 i 1964 roku. W 1988 roku, na igrzyskach w Calgary, po raz pierwszy w nowozelandzkim składzie znaleźli się przedstawiciele innych dyscyplin niż narciarstwo alpejskie. Poza alpejczykami wystąpili wówczas bobsleiści i biegaczka narciarska.
Na kolejnych zimowych igrzyskach olimpijskich, które rozegrano w Albertville, po raz pierwszy reprezentantka Nowej Zelandii zdobyła medal. Srebrną medalistką w alpejskim slalomie kobiet została Annelise Coberger. Na tych samych igrzyskach po raz pierwszy wystąpili także nowozelandzcy łyżwiarze uprawiający short track. Podczas Zimowych Igrzysk Olimpijskich 1998 w kadrze Nowej Zelandii znalazło się ośmioro sportowców, którzy wystąpili w sześciu dyscyplinach – w narciarstwie alpejskim, bobslejach, narciarstwie dowolnym, saneczkarstwie, snowboardingu i łyżwiarstwie szybkim. Cztery lata później po raz pierwszy na igrzyskach wystartowała skeletonistka z Nowej Zelandii, a w 2006 roku debiut olimpijski zaliczyli nowozelandzcy curlerzy.
W porównaniu do poprzednich zimowych igrzysk, reprezentacja Nowej Zelandii w 2010 roku była najliczniejsza. W Vancouver zaprezentowało się łącznie szesnaścioro sportowców z tego kraju, o jeden więcej niż cztery lata wcześniej. Ponadto po raz pierwszy Nowozelandczycy wystawili swoich reprezentantów do ośmiu różnych dyscyplin sportowych. Sarah Murphy stała się także pierwszą nowozelandzką biathlonistką, która wystąpiła na zimowych igrzyskach.

### Sponsor
Sponsorem nowozelandzkiej reprezentacji na Zimowych Igrzyskach Olimpijskich 2010 w Vancouver była firma z branży spożywczej Cadbury.

### Kwalifikacje olimpijskie
Pierwszą nowozelandzką zawodniczką, która uzyskała kwalifikację na igrzyska w Vancouver, była biegaczka Katherine Calder. Na początku 2009 roku spełniła ona wymogi stawiane przez Międzynarodową Federację Narciarską i tym samym zapewniła sobie udział w igrzyskach. Drugi z przedstawicieli Nowej Zelandii w biegach narciarskich, Benjamin Koons, uzyskał kwalifikację w listopadzie 2009 w fińskim Muonio.
O wyjazd na igrzyska olimpijskie rywalizowało trzech nowozelandzkich łyżwiarzy szybkich – Shane Dobbin, Blake Skjellerup i Mark Jackson. Dobbin zakwalifikował się na igrzyska w grudniu 2009, zajmując jedenaste miejsce w zawodach Pucharu Świata w Salt Lake City i poprawiając rekord kraju. Nominację olimpijską zapewnił sobie dzięki trzynastej pozycji w sezonie w biegach na 5000 metrów. Spośród dwóch pozostałych zawodników do rywalizacji w short tracku wybrany został Skjellerup.
Kwalifikację zdobyło troje skeletonistów – Tionette Stoddard, Iain Roberts i Ben Sandford. Stoddard zakwalifikowała się na podstawie pozycji zajmowanych w zawodach Pucharu Świata, w których plasowała się w czołowej dwudziestce. W podobny sposób start olimpijski zapewnił sobie Sandford, który przed igrzyskami zajmował 12. miejsce w klasyfikacji generalnej. Roberts uzyskał kwalifikację podczas drużynowych zawodów w Königssee, w których zajął dziewiąte miejsce.
Alpejczycy Benjamin Griffin i Timothy Cafe uzyskali prawo startu na podstawie nominacji komitetu olimpijskiego. Kwalifikację olimpijską w styczniu 2010 roku wywalczyła narciarka dowolna Michelle Greig, która zajęła 17. miejsce w zawodach Pucharu Świata w Alpe d’Huez. Dzięki temu znalazła się w pierwszej trzydziestce klasyfikacji generalnej, co było warunkiem wystarczającym do startu w igrzyskach.
Kwalifikację olimpijską na podstawie pozycji w Pucharze Świata zdobyli snowboardziści James Hamilton i Juliane Bray. O pozostałe miejsca w kadrze rywalizowali Benjamin Stewart, Mitchell Brown, Rebecca Sinclair i Kendall Brown. Spośród nich nominacji nie otrzymał Stewart.
Jako ostatnia awans do igrzysk olimpijskich uzyskała Sarah Murphy. Prawo startu uzyskała pod koniec stycznia na podstawie kwoty przydzielanej przez Międzynarodową Unię Biathlonową.
Nominacji nowozelandzkich zawodników na igrzyska olimpijskie dokonywali przedstawiciele Nowozelandzkiego Komitetu Olimpijskiego – Barry Maister, Simon Wickham, Mike Stanley oraz Rosemarie Nye. Wybór zawodników i zawodniczek nastąpił w styczniu 2010.

### Nadzieje olimpijskie
Wśród pretendentów do medalu w skeletonie mężczyzn wymieniano nazwisko Bena Sandforda. Na poprzednich igrzyskach ukończył on rywalizację na dziesiątej pozycji. W sezonie olimpijskim dwukrotnie plasował się w pierwszej dziesiątce zawodów Pucharu Świata. W listopadzie 2009 roku w Lake Placid był ósmy, a w styczniu 2010 w Königssee zajął dziewiąte miejsce. Skeletonista był typowany przez nowozelandzkie media jako kandydat do medalu także dlatego, że jego wuj, Bruce Sandford, w 1992 roku w Calgary zdobył tytuł mistrza świata w skeletonie.
Wśród nadziei olimpijskich wymieniano także Juliane Bray jako szesnastą snowboardzistkę w halfpipie na poprzednich igrzyskach i piątą zawodniczkę rozgrywanych w Stoneham zawodów Pucharu Świata. Kolejną z pretendentek do dobrego występu olimpijskiego była skeletonistka Tionette Stoddard, która w sześciu ostatnich startach przed igrzyskami plasowała się w czołowej dwudziestce zawodów Pucharu Świata. Nadzieją olimpijską była także biathlonistka Sarah Murphy, która jako pierwsza Nowozelandka w historii dostała kwalifikację olimpijską w tej dyscyplinie.

## Skład reprezentacji
Spośród piętnastu dyscyplin sportowych, które Międzynarodowy Komitet Olimpijski włączył do kalendarza igrzysk, reprezentacja Nowej Zelandii wzięła udział w ośmiu. Najwięcej, pięcioro nowozelandzkich zawodników wystartowało w konkurencjach snowboardowych. Ponadto Nowozelandczycy wystąpili w biathlonie, biegach narciarskich, łyżwiarstwie szybkim, narciarstwie alpejskim, narciarstwie dowolnym, short tracku i skeletonie.
Nowozelandzkim szefem misji olimpijskiej w Vancouver był Peter Wardell.
| Biathlon (1)              |                     |                     |                        |                     |                     |                          |                          |        |
| Zawodniczka               | Data urodzenia      | Miejsca na ZIO 2006 | Miejsca na ZIO 2006    | Miejsca na ZIO 2006 | Miejsca na ZIO 2006 | Miejsca na ZIO 2006      | Miejsca na ZIO 2006      | Źródło |
| Zawodniczka               | Data urodzenia      | sprint              | bieg pościgowy         | bieg masowy         | bieg indywidualny   | sztafeta                 | sztafeta                 | Źródło |
| Sarah Murphy              | 16 lutego 1988      | –                   | –                      | –                   | –                   | –                        | –                        | [ 26 ] |
| Biegi narciarskie (2)     |                     |                     |                        |                     |                     |                          |                          |        |
| Zawodnik                  | Data urodzenia      | Miejsca na ZIO 2006 | Miejsca na ZIO 2006    | Miejsca na ZIO 2006 | Miejsca na ZIO 2006 | Miejsca na ZIO 2006      | Miejsca na ZIO 2006      | Źródło |
| Zawodnik                  | Data urodzenia      | ind. sprint dowolna | druż. sprint klasyczna | ind. klasyczna      | ind. łączony        | ind. dowolna             | sztafeta 4x10 km         | Źródło |
| Katherine Calder          | 10 września 1980    | –                   | –                      | –                   | –                   | –                        | –                        | [ 27 ] |
| Benjamin Koons            | 9 kwietnia 1986     | –                   | –                      | –                   | –                   | –                        | –                        | [ 28 ] |
| Łyżwiarstwo szybkie (1)   |                     |                     |                        |                     |                     |                          |                          |        |
| Zawodnik                  | Data urodzenia      | Miejsca na ZIO 2006 | Miejsca na ZIO 2006    | Miejsca na ZIO 2006 | Miejsca na ZIO 2006 | Miejsca na ZIO 2006      | Miejsca na ZIO 2006      | Źródło |
| Zawodnik                  | Data urodzenia      | 500 m               | 1000 m                 | 1500 m              | 5000 m              | 10 000 m                 | bieg druż.               | Źródło |
| Shane Dobbin              | 22 stycznia 1980    | –                   | –                      | –                   | –                   | –                        | –                        | [ 29 ] |
| Narciarstwo alpejskie (2) |                     |                     |                        |                     |                     |                          |                          |        |
| Zawodnik                  | Data urodzenia      | Miejsca na ZIO 2006 | Miejsca na ZIO 2006    | Miejsca na ZIO 2006 | Miejsca na ZIO 2006 | Miejsca na ZIO 2006      | Miejsca na ZIO 2006      | Źródło |
| Zawodnik                  | Data urodzenia      | zjazd               | supergigant            | slalom gigant       | slalom              | kombinacja               | kombinacja               | Źródło |
| Timothy Cafe              | 12 sierpnia 1987    | –                   | –                      | –                   | –                   | –                        | –                        | [ 30 ] |
| Benjamin Griffin          | 22 września 1986    | –                   | –                      | –                   | –                   | –                        | –                        | [ 31 ] |
| Narciarstwo dowolne (1)   |                     |                     |                        |                     |                     |                          |                          |        |
| Zawodniczka               | Data urodzenia      | Miejsca na ZIO 2006 | Miejsca na ZIO 2006    | Miejsca na ZIO 2006 | Miejsca na ZIO 2006 | Miejsca na ZIO 2006      | Miejsca na ZIO 2006      | Źródło |
| Zawodniczka               | Data urodzenia      | jazda po muldach    | jazda po muldach       | jazda po muldach    | skoki akrobatyczne  | skoki akrobatyczne       | skoki akrobatyczne       | Źródło |
| Michelle Greig            | 4 października 1988 | –                   | –                      | –                   | –                   | –                        | –                        | [ 32 ] |
| Short track (1)           |                     |                     |                        |                     |                     |                          |                          |        |
| Zawodnik                  | Data urodzenia      | Miejsca na ZIO 2006 | Miejsca na ZIO 2006    | Miejsca na ZIO 2006 | Miejsca na ZIO 2006 | Miejsca na ZIO 2006      | Miejsca na ZIO 2006      | Źródło |
| Zawodnik                  | Data urodzenia      | 500 m               | 500 m                  | 1000 m              | 1500 m              | 1500 m                   | sztafeta                 | Źródło |
| Blake Skjellerup          | 13 czerwca 1985     | –                   | –                      | –                   | –                   | –                        | –                        | [ 33 ] |
| Skeleton (3)              |                     |                     |                        |                     |                     |                          |                          |        |
| Zawodnik                  | Data urodzenia      | Miejsce na ZIO 2006 | Miejsce na ZIO 2006    | Miejsce na ZIO 2006 | Miejsce na ZIO 2006 | Miejsce na ZIO 2006      | Miejsce na ZIO 2006      | Źródło |
| Zawodnik                  | Data urodzenia      | ślizg               |                        |                     |                     |                          |                          | Źródło |
| Tionette Stoddard         | 24 września 1974    | –                   | –                      | –                   | –                   | –                        | –                        | [ 34 ] |
| Iain Roberts              | 16 maja 1979        | –                   | –                      | –                   | –                   | –                        | –                        | [ 35 ] |
| Ben Sandford              | 10 kwietnia 1977    | 10                  | 10                     | 10                  | 10                  | 10                       | 10                       | [ 23 ] |
| Snowboarding (5)          |                     |                     |                        |                     |                     |                          |                          |        |
| Zawodnik                  | Data urodzenia      | Miejsce na ZIO 2006 | Miejsce na ZIO 2006    | Miejsce na ZIO 2006 | Miejsce na ZIO 2006 | Miejsce na ZIO 2006      | Miejsce na ZIO 2006      | Źródło |
| Zawodnik                  | Data urodzenia      | halfpipe            | halfpipe               | cross               | cross               | slalom gigant równoległy | slalom gigant równoległy | Źródło |
| Juliane Bray              | 9 października 1975 | 16                  | 16                     | 20                  | 20                  | –                        | –                        | [ 36 ] |
| Kendall Brown             | 15 sierpnia 1989    | 24                  | 24                     | –                   | –                   | –                        | –                        | [ 37 ] |
| Rebecca Sinclair          | 11 września 1991    | –                   | –                      | –                   | –                   | –                        | –                        | [ 38 ] |
| Mitchell Brown            | 18 sierpnia 1987    | 25                  | 25                     | –                   | –                   | –                        | –                        | [ 39 ] |
| James Hamilton            | 7 czerwca 1989      | –                   | –                      | –                   | –                   | –                        | –                        | [ 40 ] |

### Statystyki według dyscyplin
| Lp.     | Sport                 | Mężczyźni | Kobiety | Łącznie |
| ------- | --------------------- | --------- | ------- | ------- |
| 1       | Biathlon              | –         | 1       | 1       |
| 2       | Biegi narciarskie     | 1         | 1       | 2       |
| 3       | Łyżwiarstwo szybkie   | 1         | –       | 1       |
| 4       | Narciarstwo alpejskie | 2         | –       | 2       |
| 5       | Narciarstwo dowolne   | –         | 1       | 1       |
| 6       | Short track           | 1         | –       | 1       |
| 7       | Skeleton              | 2         | 1       | 3       |
| 8       | Snowboarding          | 2         | 3       | 5       |
| Łącznie | Łącznie               | 9         | 7       | 16      |

### Sztab szkoleniowy
| Dyscyplina            | Imię i nazwisko |
| --------------------- | --------------- |
| Biathlon              | Petr Zidek      |
| Biegi narciarskie     | Aleksiej Sockow |
| Łyżwiarstwo szybkie   | Roy Dobbin      |
| Łyżwiarstwo szybkie   | Paul Carpinter  |
| Narciarstwo alpejskie | Nils Coberger   |
| Narciarstwo dowolne   | Angus Rose      |
| Narciarstwo dowolne   | Jeffrey Sadis   |
| Short track           | Paul Carpinter  |
| Skeleton              | Angus Ross      |
| Skeleton              | Chelsea Lane    |
| Skeleton              | Wolfram Lösch   |

## Wyniki

### Biathlon
Jedyną reprezentantką Nowej Zelandii w biathlonie na igrzyskach w Vancouver była Sarah Murphy. Jej występ był pierwszym w historii startem nowozelandzkiej zawodniczki w konkurencjach biathlonowych na igrzyskach olimpijskich. Wystąpiła w dwóch konkurencjach – w sprincie i biegu na 15 kilometrów, w obu plasując się na 82. miejscu. W sprincie straciła 3 minuty i 54,1 sekundy do zwyciężczyni – Anastasiji Kuźminy. Reprezentantka Nowej Zelandii wyprzedziła wówczas sześć zawodniczek. W biegu na 15 km strata Murphy do Tory Berger wyniosła 12 minut i 2,1 sekundy. Nowozelandka zdołała wyprzedzić cztery sklasyfikowane biathlonistki. Wyniki osiągnięte przez Murphy w sprincie i biegu indywidualnym nie były wystarczające, aby mogła ona wystartować w biegu pościgowym i masowym.
| Konkurencja              | Zawodniczka  | Czas    | Pudła       | Miejsce |
| ------------------------ | ------------ | ------- | ----------- | ------- |
| Sprint kobiet            | Sarah Murphy | 23:49,7 | 3 (2+1)     | 82.     |
| Bieg indywidualny kobiet | Sarah Murphy | 52:54,9 | 6 (1+2+0+3) | 82.     |

### Biegi narciarskie
W Vancouver zaprezentowało się dwoje nowozelandzkich biegaczy narciarskich – Katherine Calder i Benjamin Koons. Był to pierwszy start Nowozelandczyków w konkurencjach biegowych na igrzyskach olimpijskich od występu Madonny Harris w 1988 roku. Calder wystąpiła w sprincie kobiet i biegu indywidualnym na 10 kilometrów techniką dowolną. W sprincie zajęła 47. miejsce w biegach kwalifikacyjnych. Do Doris Trachsel, zajmującej 30. miejsce, dające awans do ćwierćfinałów, straciła 12,26 sekundy. Wyprzedziła siedem zawodniczek. Na 10 km Calder uplasowała się na 62. miejscu wśród 77 sklasyfikowanych biegaczek. Do Charlotte Kalli, która została zwyciężczynią biegu, straciła 3 minuty i 52,5 sekundy.
Benjamin Koons jako pierwszy Nowozelandczyk wystąpił w biegach mężczyzn. Z powodu zwiększonego poziomu hemoglobiny, przekraczającego wartości dopuszczalne ustanowione przez Międzynarodową Federację Narciarską, został wycofany z pierwszych konkurencji biegowych. W efekcie, mimo wcześniejszego zgłoszenia do innych konkurencji, wystąpił tylko w biegu łączonym na 30 kilometrów i w biegu masowym na 50 kilometrów. W biegu łączonym został zdublowany, w wyniku czego nie został sklasyfikowany. W biegu masowym był 46. wśród 48 sklasyfikowanych biegaczy. Wyprzedził reprezentanta Andory – François Soulié i Duńczyka Jonasa Thora Olsena. Do zwycięzcy, Pettera Northuga, Nowozelandczyk stracił 16 minut i 18,4 sekundy.
| Konkurencja              | Zawodnik         | Kwalifikacje | Kwalifikacje | Ćwierćfinały | Ćwierćfinały | Półfinały | Półfinały | Finały    | Finały  |
| Konkurencja              | Zawodnik         | Czas         | Miejsce      | Czas         | Miejsce      | Czas      | Miejsce   | Czas      | Miejsce |
| ------------------------ | ---------------- | ------------ | ------------ | ------------ | ------------ | --------- | --------- | --------- | ------- |
| Sprint kobiet            | Katherine Calder | 4:03,11      | 47.          | nq           | nq           | nq        | nq        | 4:03,11   | 47.     |
| Bieg indywidualny kobiet | Katherine Calder | —            | —            | —            | —            | —         | —         | 28:50,9   | 62.     |
| Bieg łączony mężczyzn    | Benjamin Koons   | —            | —            | —            | —            | —         | —         | DNF       | DNF     |
| Bieg masowy mężczyzn     | Benjamin Koons   | —            | —            | —            | —            | —         | —         | 2:21:53,9 | 46.     |

### Łyżwiarstwo szybkie
Jedynym nowozelandzkim łyżwiarzem szybkim na igrzyskach w 2010 roku był Shane Dobbin. Wystąpił w biegu na 5000 metrów i zajął w nim 17. miejsce wśród 27 sklasyfikowanych zawodników. Do zwycięzcy, Svena Kramera, stracił 18,78 sekundy.
| Konkurencja     | Zawodnik     | Wyścig 1. | Wyścig 1. | Wyścig 2. | Wyścig 2. | Finał   | Finał   |
| Konkurencja     | Zawodnik     | Czas      | Miejsce   | Czas      | Miejsce   | Czas    | Miejsce |
| --------------- | ------------ | --------- | --------- | --------- | --------- | ------- | ------- |
| 5000 m mężczyzn | Shane Dobbin | —         | —         | —         | —         | 6:33,38 | 17.     |

### Narciarstwo alpejskie
W narciarstwie alpejskim Nową Zelandię reprezentowało dwóch zawodników. Byli to Benjamin Griffin i Timothy Cafe. Griffin wystartował w slalomie gigancie i supergigancie, jednak w żadnej z tych konkurencji nie został sklasyfikowany. Cafe wystąpił w supergigancie i zajął 38. miejsce wśród 45 sklasyfikowanych narciarzy. Do mistrza olimpijskiego, Aksela Lunda Svindala, zabrakło mu 5,21 sekundy.
| Konkurencja            | Zawodnik         | Zjazd 1. | Msc. 1. | Zjazd 2. | Msc. 2. | Łącznie | Miejsce |
| ---------------------- | ---------------- | -------- | ------- | -------- | ------- | ------- | ------- |
| Slalom gigant mężczyzn | Benjamin Griffin | DNF      | DNF     | nq       | nq      | DNF     | DNF     |
| Supergigant mężczyzn   | Benjamin Griffin | —        | —       | —        | —       | DNF     | DNF     |
| Supergigant mężczyzn   | Timothy Cafe     | —        | —       | —        | —       | 1:35,55 | 38.     |

### Narciarstwo dowolne
Michelle Greig jako jedyna reprezentowała swój kraj w narciarstwie dowolnym. Wystąpiła w ski crossie. W kwalifikacjach zajęła 30. miejsce wśród 35 zawodniczek i awansowała do 1/8 finału. Wystartowała w piątym biegu eliminacyjnym i zajęła w nim ostatnie, czwarte miejsce, w efekcie czego odpadła z dalszej rywalizacji i ukończyła zawody na 30. miejscu.
| Konkurencja      | Zawodnik       | Kwalifikacje | Kwalifikacje | 1/8 finału | Ćwierćfinały | Półfinały | Finały | Miejsce |
| Konkurencja      | Zawodnik       | Czas         | Miejsce      | 1/8 finału | Ćwierćfinały | Półfinały | Finały | Miejsce |
| ---------------- | -------------- | ------------ | ------------ | ---------- | ------------ | --------- | ------ | ------- |
| Ski cross kobiet | Michelle Greig | 1:22,52      | 30. Q        | 4. nq      | nq           | nq        | nq     | 30.     |

### Short track
Jedynym nowozelandzkim przedstawicielem w short tracku podczas igrzysk w Vancouver był Blake Skjellerup. Zawodnik ten wystąpił w trzech konkurencjach – w biegu na 500 m, na 1000 m i na 1500 m. W pierwszej z konkurencji odpadł po pierwszej rundzie. Wystąpił w piątym biegu eliminacyjnym i zajął w nim trzecie miejsce. Awans do dalszej części rywalizacji przegrał z Thibaultem Fauconnetem i Tysonem Heungiem. Wyprzedził tylko zdyskwalifikowanego Chińczyka Liang Wenhao. W klasyfikacji końcowej zajął 21. miejsce wśród 30 zawodników.
W biegu na 1000 metrów awansował do ćwierćfinałów po tym jak w biegu eliminacyjnym zajął drugie miejsce za Sung Si-Bakiem. Nowozelandczyk pokonał Włocha Nicolę Rodigariego i zdyskwalifikowanego Francuza Maxime’a Chataigniera. W ćwierćfinale zajął czwarte miejsce w swoim biegu. Przegrał z Si-Baekiem, J.R. Celskim i Yurim Confortolą. Do pokonania Celskiego i awansu do półfinałów zabrakło mu 2,753 sekundy. Ostatecznie zajął szesnaste miejsce wśród 31 sklasyfikowanych zawodników.
Ostatni start, którym był bieg na 1500 metrów, zakończył na pierwszej rundzie. W pierwszym biegu eliminacyjnym zajął piąte miejsce, pokonując tylko Rosjanina Rusłana Zacharowa. Do pokonania Liu Xianweia i do awansu do dalszej części rywalizacji Nowozelandczykowi zabrakło 0,376 sekundy. W końcowym zestawieniu zajął 28. miejsce i wyprzedził pięciu sklasyfikowanych zawodników.
| Konkurencja     | Zawodnik         | Kwalifikacje | Kwalifikacje | Ćwierćfinały | Ćwierćfinały | Półfinały | Półfinały | Finał | Finał   |
| Konkurencja     | Zawodnik         | Czas         | Miejsce      | Czas         | Miejsce      | Czas      | Miejsce   | Czas  | Miejsce |
| --------------- | ---------------- | ------------ | ------------ | ------------ | ------------ | --------- | --------- | ----- | ------- |
| 500 m mężczyzn  | Blake Skjellerup | 42,510       | 3. nq        | nq           | nq           | nq        | nq        | nq    | 21.     |
| 1000 m mężczyzn | Blake Skjellerup | 1:27,875     | 2. Q         | 1:27,374     | 4. nq        | nq        | nq        | nq    | 16.     |
| 1500 m mężczyzn | Blake Skjellerup | 2:14,730     | 5. nq        | nq           | nq           | nq        | nq        | nq    | 28.     |

### Skeleton
W reprezentacji Nowej Zelandii znalazło się troje skeletonistów. W ślizgu kobiet zaprezentowała się Tionette Stoddard, która ukończyła wszystkie cztery przejazdy i została sklasyfikowana na czternastym miejscu w gronie dziewiętnastu zawodniczek. Do zdobywczyni tytułu mistrzyni olimpijskiej, Amy Williams, straciła 6,05 sekundy.
W ślizgu mężczyzn wystąpiło dwóch Nowozelandczyków – Iain Roberts i Ben Sandford. Podczas treningu Roberts uderzył głową o tor lodowy, następstwem czego było wstrząśnienie mózgu. Kontuzja nie pozwoliła Robertsowi wystartować w trzecim przejeździe i w efekcie został on sklasyfikowany na ostatnim, 27. miejscu. Sandford zaliczył wszystkie przejazdy i zajął jedenaste miejsce ze stratą 2,86 sekundy do Jona Montgomery. W trzecim przejeździe Nowozelandczyk zajął dziewiąte miejsce. Jedenaste miejsce Bena Sandforda było największym osiągnięciem Nowozelandczyków podczas igrzysk w Vancouver.
| Konkurencja    | Zawodnik          | Zjazd 1 | Zjazd 2 | Zjazd 3 | Zjazd 4 | Czas łączny | Miejsce |
| -------------- | ----------------- | ------- | ------- | ------- | ------- | ----------- | ------- |
| Ślizg kobiet   | Tionette Stoddard | 55,85   | 55,93   | 55,02   | 54,89   | 3:41,69     | 14.     |
| Ślizg mężczyzn | Iain Roberts      | 55,21   | 57,58   | DNS     | nq      | 2:52,79     | 27.     |
| Ślizg mężczyzn | Ben Sandford      | 53,11   | 53,32   | 52,90   | 53,26   | 3:32,59     | 11.     |

### Snowboarding
Reprezentacja Nowej Zelandii w snowboardingu liczyła pięć osób, w tym trzy kobiety i dwóch mężczyzn. Wszyscy wystartowali w konkurencji halfpipe. Wśród kobiet najlepiej spisała się Kendall Brown, która awansowała do półfinałów i w ogólnym rozrachunku zajęła piętnaste miejsce. Do awansu do finału zabrakło jej 2,1 punktu. Rebecca Sinclair i Juliane Bray odpadły w pierwszej rundzie, zajmując odpowiednio 21. i 24. miejsce wśród trzydziestu sklasyfikowanych zawodniczek. Wśród mężczyzn wystąpili James Hamilton i Mitchell Brown. Hamilton zajął 22. miejsce, a Brown był 34. w gronie 39 zawodników.
| Konkurencja       | Zawodnik         | Kwalifikacje | Kwalifikacje | Kwalifikacje | Półfinały | Półfinały | Półfinały | Finał | Miejsce |
| Konkurencja       | Zawodnik         | Wynik 1      | Wynik 2      | Miejsce      | Wynik 1   | Wynik 2   | Miejsce   | Finał | Miejsce |
| ----------------- | ---------------- | ------------ | ------------ | ------------ | --------- | --------- | --------- | ----- | ------- |
| Halfpipe kobiet   | Juliane Bray     | 17,8         | 15,5         | 24. nq       | nq        | nq        | nq        | nq    | 24.     |
| Halfpipe kobiet   | Kendall Brown    | 11,4         | 29,5         | 16. Q        | 33,3      | 28,2      | 9. nq     | nq    | 15.     |
| Halfpipe kobiet   | Rebecca Sinclair | 14,7         | 23,7         | 21. nq       | nq        | nq        | nq        | nq    | 21.     |
| Halfpipe mężczyzn | Mitchell Brown   | 15,2         | 18,4         | 34. nq       | nq        | nq        | nq        | nq    | 34.     |
| Halfpipe mężczyzn | James Hamilton   | 28,0         | 5,2          | 22. nq       | nq        | nq        | nq        | nq    | 22.     |